# Cueto de Arbas
El cueto de Arbás es una zona de montaña en el concejo asturiano de Cangas del Narcea que está considerada reserva natural y está recogida en la Red Regional de Espacios Naturales Protegidos de Asturias (RRENP), aunque todavía no está oficialmente declarada como tal. La zona está incluida dentro parque natural de las Fuentes del Narcea y del Ibias y de la Reserva de la Biosfera de Muniellos y protege una extensión de 2593 ha.
Se trata de un espacio rodeado de cordales de alta montaña abierto solo por el este, una antigua zona glaciar que va desde los 800 m de altitud hasta los 2108 m.
En la vegetación cabe destacar la de alta montaña apareciendo bosques de abedulares altimontanos y hayedos en las zonas más bajas de la reserva. Lo que más destaca de toda el área son sin embargo la vegetación de turbera sobre todo en las turberas de Chouchinas y Reconcos y la Laguna de Arbás.
En la fauna no se diferencia a la del resto del parque natural destacando el jabalí, el corzo 
y el rebeco cantábrico. En las aves podemos destacar el urogallo cantábrico. De todos los animales del parque el más importante con diferencia es el oso pardo.